# Pablo Sanz
Pablo Sanz Agüero (Nieva, Segovia; 2 de marzo de 1932 - Madrid; 13 de septiembre de 2012) fue un actor español.

## Biografía
Dedicado a la escena desde su juventud, comenzó trabajando en Teatros Universitarios, mientras estudiaba Derecho en la Universidad de Valladolid.
Su carrera ha estado muy centrada en la televisión su primer trabajo en TVE se remonta a 1957, en que interpreta para la cadena recién creada El bobo de la olla, un entremés de Lope de Rueda. En los años sucesivos se convierte en un rostro habitual de la pequeña pantalla, y a lo largo de tres décadas llega a interpretar más de sesenta personajes en espacios como Estudio 1 o Novela. En la temporada 1961-1962 ejerció también de presentador en el programa musical Escala en hi-fi.
Sus incursiones en el cine fueron más espaciadas y tuvieron, quizá, menor fortuna que en televisión. Destacan títulos como Días de feria (1960), La Guarda cuidadosa (1965) o ¡Tú estás loco, Briones! (1981).[cita requerida]
Finalmente desarrolló una notable trayectoria como actor teatral, con obras como Los tres etcéteras de Don Simón (1958), Celos del aire (1967), Don José, Pepe y Pepito (1971), La fundación (1974), Una vez al año (1976), Julio César (1976), La detonación (1977), Las bacantes (1978), y Diálogo secreto (1984), todas ellas de Antonio Buero Vallejo, sustituyendo en la última a Ismael Merlo tras su fallecimiento, La difunta (1990), de Miguel de Unamuno, Las de Caín (1993), de los Hermanos Álvarez Quintero o Doce hombres sin piedad (2001), de Reginald Rose.
En 1967 obtuvo el Premio Antena de Oro en su categoría de Televisión. Estuvo casado con la actriz Asunción Villamil.
Fue enterrado junto a su esposa, en el Cementerio de Fuencarral.

## Filmografía
- Tenemos 18 años; dirección: Jesús Franco, (1959)
- Días de feria; dirección: Rafael J. Salvia, (1960)
- 091, policía al habla; dirección: José María Forqué, (1960)
- Los económicamente débiles; dirección: Pedro Lazaga, (1960)
- Labios rojos; dirección: Jesús Franco, (1960)
- Festival en Benidorm; dirección: Rafael J. Salvia, (1961)
- Usted puede ser un asesino; dirección: José María Forqué, (1961)
- Abuelita Charlestón; dirección: Javier Setó, (1962)
- El grano de mostaza; dirección: José Luis Sáenz de Heredia, (1962)
- Vampiresas 1930; dirección: Jesús Franco, (1962)
- Escuadrilla de vuelo; dirección: Luis José Comerón - Lluís Josep Comerón, (1963)
- ¡Tú estás loco, Briones!; dirección: Javier Maqua, (1981)

## Trayectoria en TVE
- Pret a porter
  - Los Grunge (6 de septiembre de 1994)
- Habitación 503
  - Morir de amor (9 de febrero de 1994)
- Crónicas urbanas
  - El beso del sueño (26 de marzo de 1991)
  - Una ilusión prestada (5 de abril de 1992)
- Le gorille
  - Le gorille et les corses (15 de julio de 1990)
- Primera función
  - El escaloncito (21 de septiembre de 1989)
  - Madrugada (19 de octubre de 1989)
- Tarde de teatro
  - Un marido de ida y vuelta (14 de diciembre de 1986)
- Un encargo original
  - Mis cuatro hombres (24 de septiembre de 1983)
- El actor y sus personajes
- ¿? (7 de agosto de 1981)
- Teatro estudio
  - Las flores de Aragón (10 de diciembre de 1977)
  - Sea todo para bien (28 de diciembre de 1978)
- Teatro Club
  - Mañana te lo diré (30 de marzo de 1976)
- Palabras cruzadas
  - Hasta que la muerte nos separe (23 de Septiembre de 1975)
- Original
  - Besos de Nochebuena (15 de abril de 1975)
  - El día menos pensado (10 de junio de 1975)
  - Quizá más cerca (30 de Diciembre de 1975)
- Noche de teatro
  - El abogado del diablo (13 de septiembre de 1974)
- Historias de Juan Español
  - Juan Español, envidioso (4 de octubre de 1972)
  - Juan Español, idealista (08 de Octubre de 1973)
- Buenas noches, señores
  - Diálogos de medianoche (26 de julio de 1972)
- Personajes a trasluz
  - Pedro Crespo, alcalde de Zalamea (14 de julio de 1970)
  - Lily Lomam (15 de septiembre de 1970)
- El Teatro
  - El sí de las niñas (10 de marzo de 1970)
  - La coqueta y Don Simón (30 de diciembre de 1974)
  - Cuatro corazones con freno y marcha atrás (26 de septiembre de 1977)
  - El tintero (11 de Mayo de 1978)
- Cristina y los hombres (26 de agosto de 1969)
- Hora once
  - La Marquesa de Larkspur (22 de junio de 1969)
  - En familia (13 de marzo de 1970)
  - El aderezo (23 de octubre de 1971)
- Pequeño estudio
  - Nuestro mundo (3 de junio de 1969)
  - Impromptu de Nochevieja (01 de Enero de 1970)
- Teatro de siempre
  - Volpone, el astuto (23 de febrero de 1967)
  - El gran Duque de Gandía (05 de Mayo de 1967)
  - La boda de Fígaro (26 de Mayo de 1967)
  - El inspector (13 de octubre de 1967)
  - El abanico de Lady Windermere (3 de noviembre de 1967)
  - María Tudor (15 de diciembre de 1967)
  - El alcalde de Zalamea (1967)
  - Juno y el pavo real (4 de abril de 1968)
  - Madrugada (30 de abril de 1970)
  - Don Juan y Fausto (17 de agosto de 1970)
  - Edipo en Colona (4 de febrero de 1971)
- Diego de Acevedo
  - El cadete San Martín (11 de Octubre de 1966)
- Teatro breve
  - A las seis en la esquina del bulevard (4 de septiembre de 1966)
- Los Encuentros
  - Trece cartas (2 de julio de 1966)
  - Un vagabundo (15 de julio de 1967)
- La guarda cuidadosa (Cortometraje, 1965)
- Estudio 1
  - Cartas sin firma (17 de noviembre de 1965)
  - Oriente 66 (5 de enero de 1966)
  - Cerca de las estrellas (16 de febrero de 1966)
  - La boda de la chica (23 de febrero de 1966)
  - Julieta y Romeo (17 de agosto de 1966)
  - El viaje infinito (31 de agosto de 1966)
  - Las siete vidas del gato (25 de enero de 1967)
  - Léocadia (22 de febrero de 1967)
  - Dos mujeres a las nueve (15 de marzo de 1967)
  - Prohibido suicidarse en primavera (29 de marzo de 1967)
  - Las buenas personas (12 de abril de 1967)
  - Vela de armas (26 de julio de 1967)
  - El sillón vacío (9 de agosto de 1967)
  - El mercader de Venecia (23 de agosto de 1967)
  - Son las doce, Doctor Schweitzer (19 de diciembre de 1967)
  - El alcalde de Zalamea (26 de marzo de 1968)
  - El sepulcro vacío (2 de abril de 1968)
  - Usted puede ser un asesino (25 de junio de 1968)
  - Esta noche tampoco (5 de febrero de 1970)
  - Madrugada (30 de abril de 1970)
  - El baile (4 de diciembre de 1970)
  - Las bodas de Fígaro (12 de marzo de 1971)
  - El sueño de una noche de verano (16 de abril de 1971)
  - El admirable Crichton (14 de enero de 1972)
  - La casa de Quirós (21 de enero de 1972)
  - Los blancos dientes del perro (25 de febrero de 1972)
  - Ventolera (7 de julio de 1972)
  - Diálogos de carmelitas (27 de abril de 1973)
  - Los caciques (26 de abril de 1976)
  - Usted puede ser el asesino (27 de junio de 1977)
  - Antígona (2 de febrero de 1978) Creonte
  - El caso de la mujer asesinadita (17 de enero de 1979)
  - La dama duende (14 de febrero de 1979)
  - Rosas de otoño (7 de marzo de 1979)
  - El difunto Christopher Bean (3 de febrero de 1980)
  - El baile II (4 de mayo de 1980)
  - El glorioso soltero (3 de agosto de 1980)
  - La barca sin pescador (30 de enero de 1981)
  - ¡Que viene mi marido! (15 de mayo de 1981)
  - Una aventura en la niebla (25 de diciembre de 1981)
- Dos en la ciudad
  - Venta por pisos (29 de octubre de 1965)
- Teatro para todos
  - El cadáver del señor García (24 de julio de 1965)
- Teatro de humor
  - Entre bobos anda el juego (07 de Febrero de 1965)
- Teatro de familia
  - Los pantalones (5 de noviembre de 1964)
- Tiempo alegre
  - Más condenados al platillo eléctrico (02 de Noviembre de 1964)
- Tras la puerta cerrada
  - El ángel negro (30 de Octubre de 1964)
  - El engranaje (14 de mayo de 1965)
- Estudio 3
  - Parece mentira (24 de Agosto de 1964)
  - El juguete (21 de Septiembre de 1964)
- Historias de mi barrio
  - Sor Alegría (19 de agosto de 1964)
- Sólo una mujer
  - Carlota Amalia de México (21 de Julio de 1964)
  - Florentina de Nichtingale (04 de Septiembre de 1964)
- Primera fila
  - El calendario que perdió siete días (24 de Junio de 1964)
  - La bella desconocida (26 de agosto de 1964)
  - La honradez de la cerradura (30 de septiembre de 1964)
  - Suspenso en amor (27 de enero de 1965)
  - Los persas (31 de marzo de 1965)
- Tengo un libro en las manos
  - Pena de muerte (3 de marzo de 1964)
  - Francisco de Quevedo (23 de junio de 1964)
  - El romance de don Pedro el Cruel (21 de Julio de 1964)
  - La sombra (15 de Septiembre de 1964)
  - Don Juan (8 de septiembre de 1966)
- Novela
  - Billete de vuelta (27 de enero de 1964)
  - Llegada de noche (27 de enero de 1964)
  - Los cinco invitados (6 de abril de 1964)
  - Los muertos no se chupan el dedo (20 de abril de 1964)
  - Misión especial (11 de Mayo de 1964)
  - Operación boda (20 de Julio de 1964)
  - Tengo un millón (9 de noviembre de 1964)
  - Paso a nivel (8 de febrero de 1965)
  - La urgente soledad (15 de febrero de 1965)
  - Jane Eyre (26 de abril de 1965)
  - Sir Alexander Fleming (22 de junio de 1965)
  - El pequeño Lord (23 de agosto de 1965)
  - El juego de la duda (13 de septiembre de 1965)
  - Donde nació la Luna (18 de octubre de 1965)
  - La cerilla sueca (8 de noviembre de 1965)
  - Los hermanos Karamazov (29 de noviembre de 1965)
  - La solterona (10 de enero de 1966)
  - La solterona II (11 de Enero de 1966)
  - La solterona III (12 de Enero de 1966)
  - La solterona IV (13 de Enero de 1966)
  - El testamento (30 de Enero de 1966)
  - El testamento II (31 de Enero de 1966)
  - El testamento III (01 de Febrero de 1966)
  - El testamento IV (02 de Febrero de 1966)
  - El testamento V (03 de Febrero de 1966)
  - El gallardo español (19 de abril de 1966)
  - Federica (17 de Mayo de 1966)
  - El vicario de Wakefield (24 de Mayo de 1966)
  - Concierto para un vagabundo (20 de junio de 1966)
  - Las indias negras (25 de julio de 1966)
  - Los millones del difunto James Gloncester (8 de agosto de 1966)
  - Los candelabros del emperador (19 de septiembre de 1966)
  - Albéniz (14 de noviembre de 1966)
  - El aguilucho (28 de noviembre de 1966)
  - La sombra del arpa (26 de junio de 1967)
  - La herencia (21 de agosto de 1967)
  - La telefonista (11 de septiembre de 1967)
  - La reina Juana (18 de Septiembre de 1967)
  - Hicieron partes (2 de octubre de 1967)
  - Biografía de Maiquez (14 de Enero de 1968)
  - La frontera del hombre (29 de enero de 1968)
  - La vergonzosa ternura (26 de febrero de 1968)
  - Rosalía de Castro (4 de marzo de 1968)
  - Rosalía de Castro II (05 de Marzo de 1968)
  - Rosalía de Castro III (06 de Marzo de 1968)
  - Rosalía de Castro IV (07 de Marzo de 1968)
  - Rosalía de Castro V (08 de Marzo de 1968)
  - Nunca llueve a gusto de todos (18 de marzo de 1968)
  - Walter Wilding (01 de Septiembre de 1968)
  - Hay alguien fuera (16 de septiembre de 1968)
  - La viuda (16 de diciembre de 1968)
  - El Conde de Montecristo (06 de Octubre de 1969)
  - El Conde de Montecristo II (07 de Octubre de 1969)
  - El Conde de Montecristo III (08 de Octubre de 1969)
  - El Cobde de Montecristo VI (14 de Octubre de 1969)
  - El Conde de Montecristo IX (17 de Octubre de 1969)
  - El Conde de Montecristo X (21 de Octubre de 1969)
  - El Conde de Montecristo XI (22 de Octubre de 1969)
  - El Conde de Montecristo XII (23 de Octubre de 1969)
  - El Conde de Montecristo XIV (28 de Octubre de 1969)
  - Eugenia Grandet (3 de noviembre de 1969)
  - Eugenia Grandet II (04 de Noviembre de 1969)
  - Eugenia Grandet III (05 de Noviembre de 1969)
  - Eugenia Grandet IV (06 de Noviembre de 1969)
  - Eugenia Grandet V (07 de Noviembre de 1969)
  - Cabeza de estopa (10 de Noviembre de 1969)
  - Flores para Elena (9 de febrero de 1970)
  - La ínsula de Barataria II (29 de Septiembre de 1970)
  - El diamante luna (29 de noviembre de 1971)
  - El invitado (27 de Marzo de 1972)
  - El espía (28 de Mayo de 1972)
  - La Condesa de Bureta (17 de Julio de 1972)
  - El refugio (6 de noviembre de 1972)
  - Martín Rivas (13 de Noviembre de 1972)
  - La esfinge maragata (20 de agosto de 1973)
  - La casa de las locas (Puerto de Nueva York, 1874), (21 de enero de 1974)
  - La casa de las locas II (El encuentro), (22 de Enero de 1974)
  - La casa de las locas III (La locura llama a la puerta), (23 de Enero de 1974)
  - La casa de las locas IV (24 de Enero de 1974)
  - La casa de las locas V (Las cartas boca arriba), (25 de Enero de 1974)
  - La casa de las locas VI (Proyectos criminales), (28 de Enero de 1974)
  - La casa de las locas VII (Visita en el aniversario de una muerte), (29 de Enero de 1974)
  - La casa de las locas VIII (Chantaje), (30 de Enero de 1974)
  - La casa de las locas IX (El último barco), (31 de Enero de 1974)
  - La casa de las locas X (Una nueva víctima), (01 de Febrero de 1974)
  - La casa de las locas XI (La inocencia escarnecida), (04 de Febrero de 1974)
  - La casa de las locas XII (Fuga en La casa de las locas), (05 de Febrero de 1974)
  - La casa de las locas XIII (Manejos criminales), (06 de Febrero de 1974)
  - La casa de las locas XIV (Las locas hicieron justicia), (07 de Febrero de 1974)
  - La casa de las locas XV (Un barco entre la niebla), (08 de Febrero de 1974)
  - La casa de las locas XVI (El comisario fracasa), (11 de Febrero de 1974)
  - La casa de las locas XVII (El reo de Melun), (12 de Febrero de 1974)
  - La casa de las locas XVIII (Los ases en la mano), (13 de Febrero de 1974)
  - La casa de las locas XIX (El día de San Telmo), (14 de Febrero de 1974)
  - La casa de las locas XX (La larga noche de Fabricio Leclerc), (15 de Febrero de 1974)
  - Amor de sombras (8 de julio de 1974)
  - Ana Karenina (3 de noviembre de 1975)
  - Ana Karenina III (5 de noviembre de 1975)
  - Ana Karenina VI (9 de noviembre de 1975)
  - Ana Karenina IX (13 de noviembre de 1975)
  - Ana Karenina XI (17 de noviembre de 1975)
  - Ana Karenina XII (18 de noviembre de 1975)
  - Ana Karenina XIII (19 de noviembre de 1975)
  - Ana Karenina XIV (20 de noviembre de 1975)
  - Ana Karenina XV (21 de noviembre de 1975)
  - Ana Karenina XVI (24 de noviembre de 1975)
  - Ana Karenina XVII (25 de noviembre de 1975)
  - Ana Karenina XVIII (26 de noviembre de 1975)
  - Ana Karenina XIX (27 de noviembre de 1975)
  - Ana Karenina XX (28 de noviembre de 1975)
  - Luna llena (24 de octubre de 1977)
  - Luna llena II (25 de octubre de 1977)
  - Luna llena III (26 de octubre de 1977)
  - Luna llena IV (27 de octubre de 1977)
  - Luna llena V (28 de octubre de 1977)
- Teledomingo (1963)
- Escala en hi-fi
  - ¿? (22 de Octubre de 1961)
  - ¿? (09 de Diciembre de 1961)
  - ¿? (15 de Febrero de 1962)
  - ¿? (05 de Marzo de 1962)
  - ¿? (21 de Marzo de 1962)
  - ¿? (17 de Junio de 1962)
- La tortuga perezosa (1961-1963)